# Mahdi Taghawi
Mahdi Taghawi Kermani (pers. مهدى تقوى كرمانى; ur. 20 lutego 1987) – irański zapaśnik startujący w kategorii do 66 kg w stylu wolnym, dwukrotny mistrz świata, mistrz Azji.
Największym jego sukcesem są dwa złote medale mistrzostw świata (2009, 2011). Dwukrotny olimpijczyk. Dziesiąty w Pekinie 2008 w wadze 60 kg i czternasty w Londynie 2012 w kategorii 66 kg. Drugi na igrzyskach azjatyckich w 2010. Trzy medale mistrzostw Azji, dwa złote medale w 2009 i 2012.
Pierwszy w Pucharze Świata w 2009; drugi w 2007 i 2012; czwarty w 2013; piąty w 2010 i siódmy w 2006 roku.